# Rally di Sanremo 2001
Il Rally di Sanremo 2001, ufficialmente denominato 43º Rallye Sanremo-Rallye d'Italia, è stata l'undicesima prova del campionato del mondo rally 2001 nonché la quarantatreesima edizione del Rally di Sanremo e la ventottesima con valenza mondiale.

## Riepilogo
La manifestazione si è svolta dal 5 al 7 ottobre sulle tortuose e strette strade che attraversano i territori montuosi della Liguria occidentale a nord della città di Sanremo, che fu come di consueto la sede principale del rally italiano e dove si svolser le cerimonie di apertura e premiazione; in questa edizione il parco assistenza venne allestito a Imperia.
L'evento è stato vinto dal francese Gilles Panizzi, navigato dal fratello Hervé, al volante di una Peugeot 206 WRC (2001) della squadra Peugeot Total, davanti alla coppia formata dal connazionale Sébastien Loeb e dal monegasco Daniel Elena, al primo podio in carriera, su Citroën Xsara WRC della scuderia Automobiles Citroën; sul terzo gradino del podio è salito invece l'altro equipaggio francese composto da Didier Auriol e Denis Giraudet, compagni di squadra dei vincitori.
Gli argentini Gabriel Pozzo e Daniel Stillo, su Mitsubishi Lancer Evo VI della scuderia Top Run, hanno invece conquistato la loro quinta vittoria stagionale nella Coppa FIA piloti gruppo N, mentre l'equipaggio italiano formato da Andrea Dallavilla e Giovanni Bernacchini si sono aggiudicati la quarta tappa della Coppa FIA piloti Super 1600, alla guida di una Fiat Punto S1600.

## Dati della prova
| Denominazione ufficiale             | Rallye Sanremo - Rallye d'Italia                     |
| Edizione N°                         | 43                                                   |
| Tappa N°                            | 11 di 14                                             |
| Data manifestazione                 | da venerdì 05/10/2001 a domenica 07/10/2001          |
| Sede ospitante                      | Sanremo (provincia di Imperia, Liguria, Italia)      |
| Sede parco assistenza               | Imperia (provincia di Imperia)                       |
| Superficie                          | Asfalto                                              |
| Iscritti                            | 75                                                   |
| Partiti                             | 73                                                   |
| Arrivati                            | 37 (50,7%)                                           |
| Prove speciali                      | 20                                                   |
| Prova più breve                     | 12,16 km (PS11 e PS16: Perinaldo)                    |
| Prova più lunga                     | 28,64 km (PS17 e PS19: San Romolo)                   |
| Prova più lenta                     | velocità media di 80,09 km/h (PS3: Rezzo 1)          |
| Prova più veloce                    | velocità media di 100,73 km/h (PS4: San Bernardo 1)  |
| Lunghezza prove speciali            | 368,12 km (27,4% della distanza totale)              |
| Lunghezza complessiva trasferimenti | 1056,03 km                                           |
| Distanza totale                     | 1424,15 km                                           |
| Media oraria del vincitore          | velocità media di 89,8 km/h (368,12 km in 4h05'49"5) |

## Itinerario
| Frazione           | Prova  | Ora    | Nome                        | Partenza                    | Arrivo                      | Lunghezza | Totale    |
| ------------------ | ------ | ------ | --------------------------- | --------------------------- | --------------------------- | --------- | --------- |
| Frazione 1 (5 ott) |        | 06:54  | Assistenza – Imperia (20 m) | Assistenza – Imperia (20 m) | Assistenza – Imperia (20 m) | –         | 138,45 km |
| Frazione 1 (5 ott) | PS1    | 08:24  | Coldirodi 1                 | Sanremo                     | Perinaldo                   | 12,41 km  | 138,45 km |
| Frazione 1 (5 ott) | PS2    | 09:12  | Langan 1                    | Molini di Triora            | Castel Vittorio             | 25,29 km  | 138,45 km |
| Frazione 1 (5 ott) | PS3    | 09:51  | Rezzo 1                     | Rezzo                       | Rezzo                       | 12,29 km  | 138,45 km |
| Frazione 1 (5 ott) |        | 10:47  | Assistenza – Imperia (20 m) | Assistenza – Imperia (20 m) | Assistenza – Imperia (20 m) | –         | 138,45 km |
| Frazione 1 (5 ott) | PS4    | 11:50  | San Bernardo 1              | Vasia                       | Caravonica                  | 19,44 km  | 138,45 km |
| Frazione 1 (5 ott) | PS5    | 12:45  | Nava 1                      | Pornassio                   | Cosio di Arroscia           | 19,03 km  | 138,45 km |
| Frazione 1 (5 ott) |        | 14:20  | Assistenza – Imperia (20 m) | Assistenza – Imperia (20 m) | Assistenza – Imperia (20 m) | –         | 138,45 km |
| Frazione 1 (5 ott) | PS6    | 15:50  | Coldirodi 2                 | Sanremo                     | Perinaldo                   | 12,41 km  | 138,45 km |
| Frazione 1 (5 ott) | PS7    | 16:38  | Langan 2                    | Castel Vittorio             | Molini di Triora            | 25,29 km  | 138,45 km |
| Frazione 1 (5 ott) | PS8    | 17:17  | Rezzo 2                     | Rezzo                       | Rezzo                       | 12,29 km  | 138,45 km |
| Frazione 1 (5 ott) |        | 18:13  | Assistenza – Imperia (45 m) | Assistenza – Imperia (45 m) | Assistenza – Imperia (45 m) | –         | 138,45 km |
|                    |        |        |                             |                             |                             |           |           |
| Frazione 2 (6 ott) |        | 06:54  | Assistenza – Imperia (20 m) | Assistenza – Imperia (20 m) | Assistenza – Imperia (20 m) | –         | 142,01 km |
| Frazione 2 (6 ott) | PS9    | 08:07  | Passo Teglia 1              | Rezzo                       | Rezzo                       | 14,32 km  | 142,01 km |
| Frazione 2 (6 ott) | PS10   | 08:32  | Molini 1                    | Molini di Triora            | Castel Vittorio             | 25,29 km  | 142,01 km |
| Frazione 2 (6 ott) | PS11   | 09:35  | Perinaldo 1                 | Perinaldo                   | Sanremo                     | 12,16 km  | 142,01 km |
| Frazione 2 (6 ott) |        | 10:49  | Assistenza – Imperia (20 m) | Assistenza – Imperia (20 m) | Assistenza – Imperia (20 m) | –         | 142,01 km |
| Frazione 2 (6 ott) | PS12   | 11:52  | San Bernardo 2              | Vasia                       | Caravonica                  | 19,44 km  | 142,01 km |
| Frazione 2 (6 ott) | PS13   | 12:47  | Nava 2                      | Pornassio                   | Cosio di Arroscia           | 19,03 km  | 142,01 km |
| Frazione 2 (6 ott) |        | 14:22  | Assistenza – Imperia (20 m) | Assistenza – Imperia (20 m) | Assistenza – Imperia (20 m) | –         | 142,01 km |
| Frazione 2 (6 ott) | PS14   | 15:35  | Passo Teglia 2              | Rezzo                       | Rezzo                       | 14,32 km  | 142,01 km |
| Frazione 2 (6 ott) | PS15   | 16:00  | Molini 2                    | Molini di Triora            | Castel Vittorio             | 25,29 km  | 142,01 km |
| Frazione 2 (6 ott) | PS16   | 17:03  | Perinaldo 2                 | Perinaldo                   | Sanremo                     | 12,16 km  | 142,01 km |
| Frazione 2 (6 ott) |        | 18:17  | Assistenza – Imperia (45 m) | Assistenza – Imperia (45 m) | Assistenza – Imperia (45 m) | –         | 142,01 km |
|                    |        |        |                             |                             |                             |           |           |
| Frazione 3 (7 ott) |        | 06:54  | Assistenza – Imperia (20 m) | Assistenza – Imperia (20 m) | Assistenza – Imperia (20 m) | –         | 87,66 km  |
| Frazione 3 (7 ott) | PS17   | 08:32  | San Romolo 1                | Sanremo                     | Triora                      | 28,64 km  | 87,66 km  |
| Frazione 3 (7 ott) | PS18   | 09:45  | Colle d'Oggia 1             | Rezzo                       | Vasia                       | 15,19 km  | 87,66 km  |
| Frazione 3 (7 ott) |        | 10:55  | Assistenza – Imperia (20 m) | Assistenza – Imperia (20 m) | Assistenza – Imperia (20 m) | –         | 87,66 km  |
| Frazione 3 (7 ott) | PS19   | 12:33  | San Romolo 2                | Sanremo                     | Triora                      | 28,64 km  | 87,66 km  |
| Frazione 3 (7 ott) | PS20   | 13:46  | Colle d'Oggia 2             | Rezzo                       | Vasia                       | 15,19 km  | 87,66 km  |
| Frazione 3 (7 ott) |        | 14:41  | Assistenza – Imperia (20 m) | Assistenza – Imperia (20 m) | Assistenza – Imperia (20 m) | –         | 87,66 km  |
| Totale             | Totale | Totale | Totale                      | Totale                      | Totale                      | Totale    | 368,12 km |

## Risultati

### Classifica
| Pos.                        | Nº       | Pilota               | Copilota             | Auto                     | Squadra                 | Classe     | Tempo     | Distacco | Punti    |
| Generale                    | Generale | Generale             | Generale             | Generale                 | Generale                | Generale   | Generale  | Generale | Generale |
| --------------------------- | -------- | -------------------- | -------------------- | ------------------------ | ----------------------- | ---------- | --------- | -------- | -------- |
| 1.                          | 16       | Gilles Panizzi       | Hervé Panizzi        | Peugeot 206 WRC (2001)   | Peugeot Total           | WRC        | 4h05'49"5 | –        | 10       |
| 2.                          | 20       | Sébastien Loeb       | Daniel Elena         | Citroën Xsara WRC        | Automobiles Citroën     | WRC        | 4h06'00"9 | +11"4    | 6        |
| 3.                          | 2        | Didier Auriol        | Denis Giraudet       | Peugeot 206 WRC (2001)   | Peugeot Total           | WRC        | 4h06'44"4 | +54"9    | 4        |
| 4.                          | 3        | Carlos Sainz         | Luis Moya            | Ford Focus RS WRC 01     | Ford Motor Co. Ltd.     | WRC        | 4h07'01"4 | +1'11"9  | 3        |
| 5.                          | 26       | Renato Travaglia     | Flavio Zanella       | Peugeot 206 WRC          | F.P.F. Sport            | WRC        | 4h07'21"6 | +1'32"1  | 2        |
| 6.                          | 17       | François Delecour    | Daniel Grataloup     | Ford Focus RS WRC 01     | Ford Motor Co. Ltd.     | WRC        | 4h08'18"1 | +2'28"6  | 1        |
| 7.                          | 1        | Marcus Grönholm      | Timo Rautiainen      | Peugeot 206 WRC (2001)   | Peugeot Total           | WRC        | 4h08'36"8 | +2'47"3  | -        |
| 8.                          | 4        | Colin McRae          | Nicky Grist          | Ford Focus RS WRC 01     | Ford Motor Co. Ltd.     | WRC        | 4h09'43"2 | +3'53"7  | -        |
| 9.                          | 6        | Petter Solberg       | Phil Mills           | Subaru Impreza WRC2001   | Subaru World Rally Team | WRC        | 4h09'49"4 | +3'59"9  | -        |
| 10.                         | 31       | Simon Jean-Joseph    | Jack Boyere          | Peugeot 206 WRC          | -                       | WRC        | 4h09'51"0 | +4'01"5  | -        |
| Coppa FIA piloti gruppo N   |          |                      |                      |                          |                         |            |           |          |          |
| 1. (23.)                    | 38       | Gabriel Pozzo        | Daniel Stillo        | Mitsubishi Lancer Evo VI | Top Run                 | N4 / Gr. N | 4h33'29"0 | –        | 10       |
| 2. (28.)                    | 85       | Alfredo De Dominicis | Alessandro Mari      | Mitsubishi Lancer Evo VI | -                       | N4 / Gr. N | 4h33'29"0 | +2'10"0  | 6        |
| 3. (30.)                    | 41       | Stig Blomqvist       | Ana Goñi             | Mitsubishi Lancer Evo VI | David Sutton Cars Ltd   | N4 / Gr. N | 4h46'13"0 | +12'44"0 | 4        |
| 4. (31.)                    | 87       | Eugenio Lozza        | Antonella Fiorendi   | Renault Clio RS          | Ciemme Racing           | N3 / Gr. N | 4h50'35"2 | +17'06"2 | 3        |
| 5. (34.)                    | 86       | Mirco Virag          | Massimo Bergna       | Mitsubishi Lancer Evo VI | -                       | N4 / Gr. N | 4h54'54"3 | +21'25"3 | 2        |
| 6. (36.)                    | 88       | Davide Giordano      | Ezio Sichi           | Peugeot 306 Rallye       | ACN Forze di Polizia    | N3 / Gr. N | 5h13'03"6 | +39'34"6 | 1        |
| Coppa FIA piloti Super 1600 |          |                      |                      |                          |                         |            |           |          |          |
| 1. (16.)                    | 52       | Andrea Dallavilla    | Giovanni Bernacchini | Fiat Punto S1600         | -                       | A6 / S1600 | 4h24'14"8 | –        | 10       |
| 2. (18.)                    | 71       | François Duval       | Jean-Marc Fortin     | Ford Puma S1600          | -                       | A6 / S1600 | 4h28'42"1 | +4'27"3  | 6        |
| 3. (19.)                    | 54       | Larry Cols           | Yasmine Gerard       | Peugeot 206 S1600        | -                       | A6 / S1600 | 4h29'28"9 | +5'14"1  | 4        |
| 4. (20.)                    | 55       | Niall McShea         | Michael Orr          | Citroën Saxo S1600       | -                       | A6 / S1600 | 4h30'23"3 | +6'08"5  | 3        |
| 5. (21.)                    | 51       | Patrick Magaud       | Guylène Brun         | Ford Puma S1600          | Ford Motor Co. Ltd.     | A6 / S1600 | 4h30'46"8 | +6'32"0  | 2        |
| 6. (22.)                    | 58       | Sergio Vallejo       | Diego Vallejo        | Fiat Punto S1600         | Pronto Racing           | A6 / S1600 | 4h33'25"0 | +9'11"0  | 1        |

| Principali ritiri | Principali ritiri | Principali ritiri | Principali ritiri  | Principali ritiri      | Principali ritiri            | Principali ritiri | Principali ritiri        | Principali ritiri |
| PS                | Nº                | Pilota            | Copilota           | Auto                   | Squadra                      | Classe            | Causa                    | Pos. Rit.         |
| ----------------- | ----------------- | ----------------- | ------------------ | ---------------------- | ---------------------------- | ----------------- | ------------------------ | ----------------- |
| PS 1              | 5                 | Richard Burns     | Robert Reid        | Subaru Impreza WRC2001 | Subaru World Rally Team      | WRC               | Incidente                | -                 |
| PS 1              | 9                 | Piero Liatti      | Carlo Cassina      | Hyundai Accent WRC2    | Hyundai Castrol WRT          | WRC               | Incidente                | -                 |
| PS 1              | 11                | Armin Schwarz     | Manfred Hiemer     | Škoda Octavia WRC Evo2 | Škoda Motorsport             | WRC               | Alternatore              | -                 |
| PS 9              | 19                | Toshihiro Arai    | Glenn Macneall     | Subaru Impreza WRC2001 | Subaru World Rally Team      | WRC               | Ruota persa              | 17º               |
| PS 10             | 15                | Jesús Puras       | Marc Martí         | Citroën Xsara WRC      | Automobiles Citroën          | WRC               | Ruota persa              | 1º                |
| PS 11             | 14                | Philippe Bugalski | Jean-Paul Chiaroni | Citroën Xsara WRC      | Automobiles Citroën          | WRC               | Pressione del carburante | 4º                |
| PS 12             | 21                | Paolo Andreucci   | Alessandro Giusti  | Ford Focus RS WRC 01   | Ford Motor Co. Ltd.          | WRC               | nd                       | 25º               |
| PS 16             | 10                | Alister McRae     | David Senior       | Hyundai Accent WRC2    | Hyundai Castrol WRT          | WRC               | Freni                    | 35º               |
| PS 19             | 7                 | Tommi Mäkinen     | Risto Mannisenmäki | Mitsubishi Lancer WRC  | Marlboro Mitsubishi Ralliart | WRC               | Ruota persa              | 11º               |
| PS 19             | 18                | Markko Märtin     | Michael Park       | Subaru Impreza WRC2001 | Subaru World Rally Team      | WRC               | Incidente                | 17º               |
| PS 20             | 22                | Roman Kresta      | Jan Tománek        | Škoda Octavia WRC Evo2 | Škoda Motorsport             | WRC               | nd                       | 16º               |

Legenda

Pos. = posizione; Nº = numero di gara; PS = prova speciale; Pos. rit. = posizione detenuta prima del ritiro; nd = informazione non disponibile.
| Icona | Classe                                                                                                 |
| ----- | --- |
| WRC   | Equipaggio di classe A8 (World Rally Car) che può conquistare punti per il campionato costruttori.     |
| WRC   | Equipaggio di classe A8 (World Rally Car) che non può conquistare punti per il campionato costruttori. |
| Gr. N | Equipaggio registrato alla Coppa FIA piloti gruppo N.                                                  |
| S1600 | Equipaggio registrato alla Coppa FIA piloti Super 1600.                                                |
| TC    | Equipaggio registrato alla Coppa FIA squadre (FIA Team Cup).                                           |
|       | Ulteriori classificazioni.                                                                             |

### Prove speciali
| Frazione           | Prova | Ora   | Nome            | Lunghezza | Vincitori                            | Tempo   | Velocità media | Leader del rally             |
| ------------------ | ----- | ----- | --------------- | --------- | ------------------------------------ | ------- | -------------- | ---------------------------- |
| Frazione 1 (5 Ott) | PS1   | 08:24 | Coldirodi 1     | 12,41 km  | Gilles Panizzi Hervé Panizzi         | 7'55"7  | 93,9 km/h      | Gilles Panizzi Hervé Panizzi |
| Frazione 1 (5 Ott) | PS2   | 09:12 | Langan 1        | 25,29 km  | Jesús Puras Marc Martí               | 16'48"2 | 90,3 km/h      | Jesús Puras Marc Martí       |
| Frazione 1 (5 Ott) | PS3   | 09:51 | Rezzo 1         | 12,29 km  | Gilles Panizzi Hervé Panizzi         | 9'12"4  | 80,1 km/h      | Jesús Puras Marc Martí       |
| Frazione 1 (5 Ott) | PS4   | 11:50 | San Bernardo 1  | 19,44 km  | Jesús Puras Marc Martí               | 11'34"8 | 100,7 km/h     | Jesús Puras Marc Martí       |
| Frazione 1 (5 Ott) | PS5   | 12:45 | Nava 1          | 19,03 km  | Philippe Bugalski Jean-Paul Chiaroni | 12'00"5 | 95,1 km/h      | Gilles Panizzi Hervé Panizzi |
| Frazione 1 (5 Ott) | PS6   | 15:50 | Coldirodi 2     | 12,41 km  | Philippe Bugalski Jean-Paul Chiaroni | 7'53"5  | 94,4 km/h      | Gilles Panizzi Hervé Panizzi |
| Frazione 1 (5 Ott) | PS7   | 16:38 | Langan 2        | 25,29 km  | Jesús Puras Marc Martí               | 16'41"9 | 90,9 km/h      | Jesús Puras Marc Martí       |
| Frazione 1 (5 Ott) | PS8   | 17:17 | Rezzo 2         | 12,29 km  | Philippe Bugalski Jean-Paul Chiaroni | 9'11"2  | 80,3 km/h      | Jesús Puras Marc Martí       |
|                    |       |       |                 |           |                                      |         |                | Jesús Puras Marc Martí       |
| Frazione 2 (6 Ott) | PS9   | 08:07 | Passo Teglia 1  | 14,32 km  | Jesús Puras Marc Martí               | 10'25"6 | 82,4 km/h      | Jesús Puras Marc Martí       |
| Frazione 2 (6 Ott) | PS10  | 08:32 | Molini 1        | 25,29 km  | Sébastien Loeb Daniel Elena          | 16'52"6 | 89,9 km/h      | Gilles Panizzi Hervé Panizzi |
| Frazione 2 (6 Ott) | PS11  | 09:35 | Perinaldo 1     | 12,16 km  | Didier Auriol Denis Giraudet         | 7'43"9  | 94,4 km/h      | Gilles Panizzi Hervé Panizzi |
| Frazione 2 (6 Ott) | PS12  | 11:52 | San Bernardo 2  | 19,44 km  | Petter Solberg Phil Mills            | 11'35"8 | 100,6 km/h     | Gilles Panizzi Hervé Panizzi |
| Frazione 2 (6 Ott) | PS13  | 12:47 | Nava 2          | 19,03 km  | Gilles Panizzi Hervé Panizzi         | 11'58"0 | 95,4 km/h      | Gilles Panizzi Hervé Panizzi |
| Frazione 2 (6 Ott) | PS14  | 15:35 | Passo Teglia 2  | 14,32 km  | Didier Auriol Denis Giraudet         | 10'23"0 | 82,7 km/h      | Gilles Panizzi Hervé Panizzi |
| Frazione 2 (6 Ott) | PS15  | 16:00 | Molini 2        | 25,29 km  | Sébastien Loeb Daniel Elena          | 16'43"7 | 90,7 km/h      | Gilles Panizzi Hervé Panizzi |
| Frazione 2 (6 Ott) | PS16  | 17:03 | Perinaldo 2     | 12,16 km  | Gilles Panizzi Hervé Panizzi         | 7'41"6  | 94,8 km/h      | Gilles Panizzi Hervé Panizzi |
|                    |       |       |                 |           |                                      |         |                | Gilles Panizzi Hervé Panizzi |
| Frazione 3 (7 Ott) | PS17  | 08:32 | San Romolo 1    | 28,64 km  | Sébastien Loeb Daniel Elena          | 19'04"7 | 90,1 km/h      | Gilles Panizzi Hervé Panizzi |
| Frazione 3 (7 Ott) | PS18  | 09:45 | Colle d'Oggia 1 | 15,19 km  | Carlos Sainz Luis Moya               | 10'04"3 | 90,5 km/h      | Gilles Panizzi Hervé Panizzi |
| Frazione 3 (7 Ott) | PS19  | 12:33 | San Romolo 2    | 28,64 km  | Sébastien Loeb Daniel Elena          | 20'20"6 | 84,5 km/h      | Gilles Panizzi Hervé Panizzi |
| Frazione 3 (7 Ott) | PS20  | 13:46 | Colle d'Oggia 2 | 15,19 km  | François Delecour Daniel Grataloup   | 10'13"0 | 89,2 km/h      | Gilles Panizzi Hervé Panizzi |

## Classifiche mondiali
Classifica piloti
| Pos. | Pos. | Pilota            | Punti |
| ---- | ---- | ----------------- | ----- |
| 1    |      | Colin McRae       | 40    |
| 2    |      | Tommi Mäkinen     | 40    |
| 3    | 1    | Carlos Sainz      | 33    |
| 4    | 1    | Richard Burns     | 31    |
| 5    |      | Harri Rovanperä   | 27    |
| 6    | 6    | Gilles Panizzi    | 16    |
| 7    | 1    | Marcus Grönholm   | 16    |
| 8    |      | Didier Auriol     | 15    |
| 9    | 2    | François Delecour | 15    |
| 10   | 1    | Petter Solberg    | 9     |
| 11   | 1    | Freddy Loix       | 9     |
| 12   | 1    | Armin Schwarz     | 7     |
| 13   | N    | Sébastien Loeb    | 6     |
| 14   | 1    | Thomas Rådström   | 6     |
| 15   | 1    | Toni Gardemeister | 5     |
| 16   | 1    | Toshihiro Arai    | 3     |
| 17   | 1    | Markko Märtin     | 2     |
| 18   | N    | Renato Travaglia  | 2     |
| 19   | 2    | Alister McRae     | 1     |
| 20   | 2    | Philippe Bugalski | 1     |
| 21   | 2    | Pasi Hagström     | 1     |
| 22   | 2    | Gabriel Pozzo     | 1     |

Classifica costruttori WRC
| Pos. | Pos. | Squadra                      | Punti |
| ---- | ---- | ---------------------------- | ----- |
| 1    |      | Ford Motor Co. Ltd.          | 83    |
| 2    |      | Marlboro Mitsubishi Ralliart | 67    |
| 3    | 1    | Peugeot Total                | 60    |
| 4    | 1    | Subaru World Rally Team      | 48    |
| 5    |      | Škoda Motorsport             | 15    |
| 6    |      | Hyundai Castrol WRT          | 10    |

Legenda: Pos.= Posizione;  N = In classifica per la prima volta.